# 德鲁圣巴勒
德鲁圣巴勒（法語：Droupt-Saint-Basle）是法国奥布省的一个市镇，属于塞纳河畔诺让区。该市镇2009年时的人口为355人。

## 人口
德鲁圣巴勒人口变化图示
| 数据来源：INSEE |